# Gevlekte katvogel
De gevlekte katvogel (Ailuroedus maculosus) is een van de meer dan twintig soorten prieelvogels. De vogel werd in 1875 door Edward Pierson Ramsay als aparte soort beschreven maar later als ondersoort van de zwartoorkatvogel (A. melanotis) beschouwd. Volgens in 2016 gepubliceerd moleculair genetisch onderzoek is de soort status verdedigbaar.

## Kenmerken
De vogel is ongeveer 29 cm lang en lijkt sterk op de andere soorten katvogels zoals de zwartoorkatvogel. Deze soort is wat fletser groen gekleurd en de zwarte vlek bij het oor is minder contrastrijk.

## Verspreiding en leefgebied
De soort komt voor in het noordoosten van de deelstaat Queensland (Australië).
De leefgebieden liggen aan de randen van tropisch en subtropisch loofbos in de buurt van in cultuur gebracht land.
Als afgesplitste soort komt deze niet voor op de Rode Lijst van de IUCN.